# Differensmetoden
Differensmetoden är en metod för att jämföra två investeringsalternativ inom investeringskalkylering. Den kan endast användas vid jämförelse av två alternativa investeringar, resultatet säger ingenting om varje enskild investerings lönsamhet.

## Översikt
Metoden går ut på att första beräkna differensen mellan de två alternativens betalningsflöden vid varje tillfälle, därefter göra en nuvärdesberäkning på de framräknade värdena. Alla matematiska uttryck i den här artikeln använder samma parametrar som beskrivs i artiklarna Nuvärdesmetoden samt Investeringskalkylering.
{\displaystyle \mathrm {NV} _{diff}=\sum _{i=0}^{n}{{\Delta C_{i}} \over {(1+p)^{i}}}}
Resultatet kan användas för att rangordna de två alternativen. Eftersom det är en differens visar resultatets tecken vilken investering som är lönsammast. Är resultatet positivt är det alternativ som har stått framför minustecknet lönsammast, är det negativt är det alternativ som har stått efter minustecknet lönsammast.

### Exempel
| År (i)                         | 0      | 1      | 2     | 3     | 4     | 5      | 6     | Σ      |
| Alternativ A, Kassaflöden (Ci) | -100   | 20     | 20    | 20    | 20    | 20     | 80    | 80     |
| Alternativ B, Kassaflöden (Ci) | -60    | -20    | 0     | 20    | 40    | 60     | 80    | 120    |
| ΔKassaflöde (ΔCi)              | -40    | 40     | 20    | 0     | -20   | -40    | 0     | -40    |
| Alternativ A, Nuvärden (NV)    | -100   | 18,52  | 17,15 | 15,88 | 14,7  | 13,61  | 50,41 | 30,27  |
| Alternativ B, Nuvärden (NV)    | -60    | -18,52 | 0     | 15,88 | 29,4  | 40,83  | 50,41 | 58,01  |
| ΔNuvärden (ΔNV)                | -40    | 37,04  | 17,15 | 0     | -14,7 | -27,22 | 0     | -27,74 |
| ΔKassaflöde, Nuvärden (NVdiff) | -40.00 | 37.04  | 17.15 | 0     | -14.7 | -27.22 | 0     | -27,74 |
I exemplet är Alternativ B bäst, eftersom summan av nuvärdena av differensen är mindre än noll.